# Riodacito
Riodacito é uma rocha vulcânica (extrusiva) de composição intermédia entre o dacito e o riolito.

## Descrição
O riodacito é o equivalente extrusivo do granodiorito. É constituído por fenocristais de plagioclase rica em sódio, sanidina, quartzo, biotite e hornblenda. 
Apresenta em geral textura afanítica, desde vítrea a intermédia, com a mesma coloração que a matriz.
O riodacito é uma rocha muito rica em sílica, ocorrendo com frequência em depósitos vulcânicos piroclásticos de origem explosiva. 